# Danses hongroises
Pour les articles homonymes, voir Danse hongroise.
Les Danses hongroises op. deest de Johannes Brahms sont une série de 21 compositions et arrangements de danse hongroise pour piano à quatre mains, composées entre 1867 et 1880, inspirées pour la plupart d'airs populaires de danse hongroise traditionnelle et folklorique d'origine tzigane ou slaves.
Elles sont réorchestrées par la suite pour orchestre symphonique, dont les 1re, 3e, 10e par Brahms, avec pour plus célèbre d'entre elles la Danse hongroise nº 5, dont le thème principal est pourtant du hongrois Béla Kéler (en), et l'orchestration du compositeur allemand Albert Parlow (de).

## Histoire

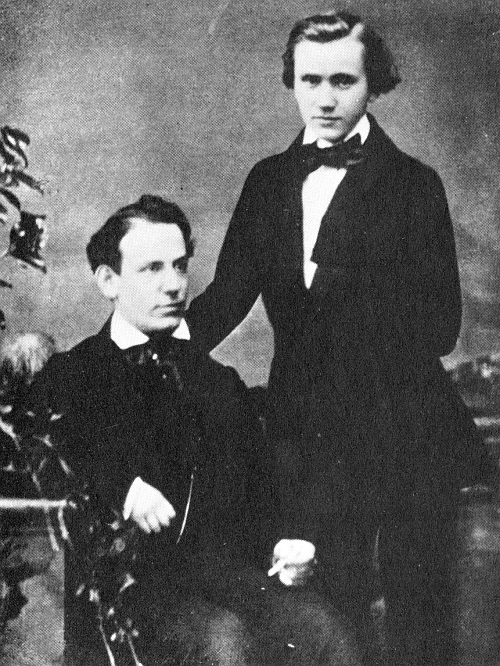
Les jeunes compositeurs virtuoses Ede Reményi et Johannes Brahms, vers 1852.

L'intérêt du musicien pour la musique tzigane fut très précoce : dès l'âge de dix-neuf ans, il accompagna le violoniste hongrois Ede Reményi à travers l'Allemagne,,, qui l'initia à la musique de son pays et lui présenta Joseph Joachim. Celui-ci devint par la suite son ami.
Cette expérience d'accompagnement d'Ede Reményi lui inspire avec le temps sa série de compositions et d'arrangements de 21 Danses hongroises pour piano à quatre mains, inspirées pour la plupart d'airs populaires folkloriques de danses verbunkos et csárdás hongroises, arrangées avec des airs de musique tzigane (très en vogue à l'époque) caractérisées entre autres par de brusques changements de temps lents et rapides typiques du folklore musical hongrois.
Au nombre de vingt-et-une, les danses hongroises furent composées sur plusieurs années : les six premières furent proposées dès 1867 à un éditeur, qui les refusa. Les dix premières parurent en 1869 dans leur version pour piano à quatre mains. Les dernières ont été éditées en 1880.
Elles ne comportent pas de numéro d'opus, le compositeur ne les considérant pas comme des œuvres originales, mais de simples adaptations d'œuvres de musique traditionnelle. Il semble cependant que les thèmes des onzième, quatorzième et seizième soient totalement originaux.
Il en existe de nombreuses transcriptions. Seules la première, la troisième et la dixième furent orchestrées par Johannes Brahms lui-même en 1873. Le compositeur allemand Albert Parlow (de) orchestra les cinquième, onzième, douzième, treizième, quatorzième, quinzième et seizième. Le compositeur tchèque Antonín Dvořák fit les orchestrations des cinq dernières. Les autres furent orchestrées par le chef d'orchestre suédois Johan Andreas Hallén (deuxième), le compositeur russe Paul Juon (quatrième), Martin Schmeling (cinquième, sixième et septième) et Hans Gál (huitième et neuvième). Brahms fit un arrangement des dix premières pour piano seul. Son ami le violoniste Joseph Joachim en fit également une version pour violon et piano.

## Détails
- Danse no 1 en sol mineur (Allegro molto) (3 min)
- Danse no 2 en ré mineur (Allegro non assai) (3 min)
- Danse no 3 en fa majeur (Allegretto) (2 min)
- Danse no 4 en fa mineur (Poco sostenuto) (5 min)
- Danse no 5 en fa dièse mineur (Allegro) (2 min)
- Danse no 6 en ré bémol majeur (Vivace) (3 min)
- Danse no 7 en la majeur (Allegretto) pour la version à 4 mains, fa majeur pour la version orchestrale (2 min)
- Danse no 8 en la mineur (Presto) (3 min)
- Danse no 9 en mi mineur (Allegro non troppo) (2 min)
- Danse no 10 en mi majeur (Presto) (2 min)
- Danse no 11 en ré mineur (Poco andante) (4 min)
- Danse no 12 en ré mineur (Presto) (2 min)
- Danse no 13 en ré majeur (Andantino grazioso) (1 min)
- Danse no 14 en ré mineur (Un poco andante) (1 min)
- Danse no 15 en si bémol majeur (Allegretto grazioso) (2 min)
- Danse no 16 en fa mineur (Con moto) (2 min)
- Danse no 17 en fa dièse mineur (Andantino) (2 min)
- Danse no 18 en ré majeur (Molto vivace) (1 min)
- Danse no 19 en si mineur (Allegretto) (1 min)
- Danse no 20 en mi mineur (Poco allegretto) (2 min)
- Danse no 21 en mi mineur (Vivace) (1 min)

### Danseno5
La danse hongroise nº 5 en fa dièse mineur (Allegro) est sans doute la pièce la plus connue parmi les vingt-et-une danses hongroises. Publiée avec succès par son éditeur N. Simrock en 1869, elle est reprise, arrangée, et orchestrée plus tard, en particulier par le compositeur allemand Albert Parlow (de).
Pour cette danse hongroise n°5, Johannes Brahms juxtapose la composition reprise Erinnerung an Bartfeld (Souvenir de Bardejov) du compositeur hongrois Béla Kéler (en) publiée en 1858, qui est le thème principal, avec des alternances successives de parties lentes et mélancoliques et de parties rythmées, rapides, enjouées, enflammées, et grandioses, de musique hongroise, slave, et tzigane. Même si la plupart des danses sont inspirées de musique folklorique, la n°5 est la seule ayant emprunté un air à un compositeur contemporain. Cette danse n'a pas de numéro d'opus, Brahms ayant conscience qu'il n'en est pas entièrement l'auteur.

## Au cinéma
Des extraits des Danses hongroises ont été utilisés dans les bandes-sons de différents œuvres cinématographiques :
- 1940 : Le Dictateur de Charlie Chaplin (scène où le barbier juif rase son client au rythme de la Danse hongroise no 5[9]).
- 1943 : La Polka des pourceaux, dessin animé de Friz Freleng
- 1974 : Le Retour du Grand Blond d'Yves Robert, avec Pierre Richard.

## Reprises, citations et hommages
En 2003, Les danses n°5 et 6 sont interprétées au concert du nouvel an à Vienne, sous la direction de Nikolaus Harnoncourt. C'est la seule fois où des œuvres de Brahms sont entendues lors de ce traditionnel concert.
En 2011, le groupe de black metal Belphegor reprend le thème de la Danse no 1 dans sa chanson In Blood - Devour this sanctity, sur l'album Blood Magick Necromance.

### Bases de données et dictionnaires
- Ressources relatives à la musique :   - International Music Score Library Project
  - AllMusic
  - MusicBrainz (œuvres)
- Notice dans un dictionnaire ou une encyclopédie généraliste :   - Britannica
- Notices d'autorité :   - VIAF
  - BnF (données)
  - GND
  - Israël
  - Catalogne